# Madison Parker
Pour les articles homonymes, voir Parker.
Madison Parker, de son vrai nom Zsanett Fröschl, est une actrice de films pornographiques hongroise née le 21 juin 1989 à Budapest.

## Biographie
Entrée dans l'industrie pornographique en 2007 à l'âge de 18 ans, dans le film hollandais Spicy Teens 5, Madison Parker est apparue dans plus d'une centaine de films. Elle s'est mariée en 2010 et eu deux enfants.

## Filmographie sélective
- Story of Jade (2010)
- Madame de Bonplaisir (2010)
- Story of Laly (2009)
- Dorcel Airlines: First Class (2009)
- Dorcel Airlines: Flight to Ibiza (2009)
- Aletta: Pornochic 18 (2009)
- Mia, jeune infirmière (2009)
- Angel Perverse 10 (2009)
- Rocco's Intimacy 2 (2008)